# Distretto di Yalvaç
Il distretto di Yalvaç (in turco Yalvaç ilçesi) è uno dei distretti della provincia di Isparta, in Turchia.